# Ikun-Šamagan

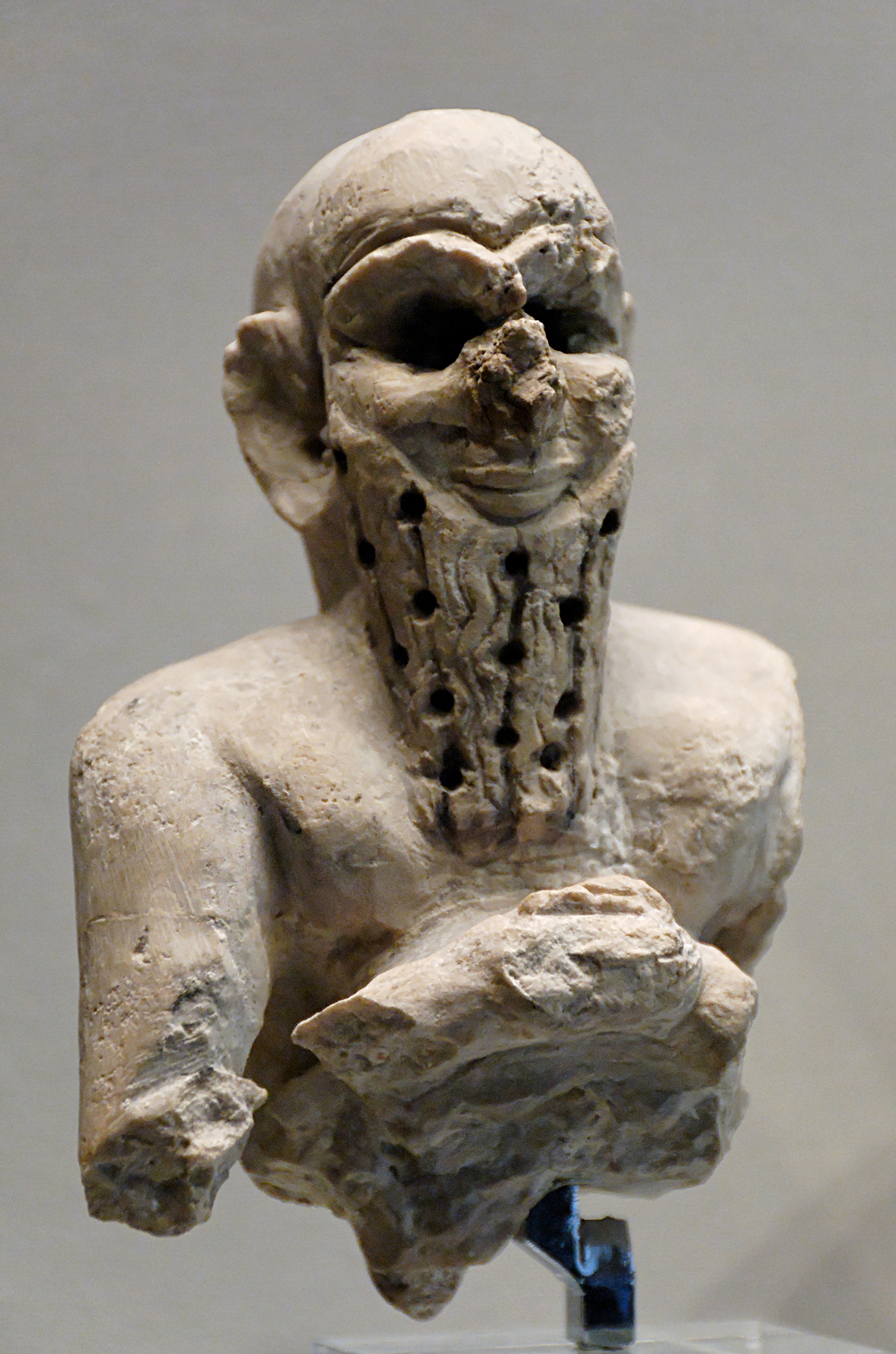
Statuette des Ikun-Šamagan

Ikun-Šamagan war ein König von Mari in frühdynastischer Zeit. Er ist durch eine Inschrift auf einem Steingefäß sowie auf einer Beterstatuette aus Stein bezeugt. Letztere zeigt ihn selbst mit Glatze und langem Bart und befindet sich heute im Louvre, Paris (Inventarnr.: AO17567). Er wird jedoch auch in Inschriften anderer Votivgaben erwähnt.